# CL Андромеды
CL Андромеды (лат. CL Andromedae) — одиночная переменная звезда в созвездии Андромеды на расстоянии (вычисленном из значения параллакса) приблизительно 3088 световых лет (около 947 парсеков) от Солнца. Видимая звёздная величина звезды — от менее +17,3m до +11,1m.

## Характеристики
CL Андромеды — красная пульсирующая переменная звезда, мирида (M) спектрального класса M8. Эффективная температура — около 3296 K.